# Braccialetto elettronico

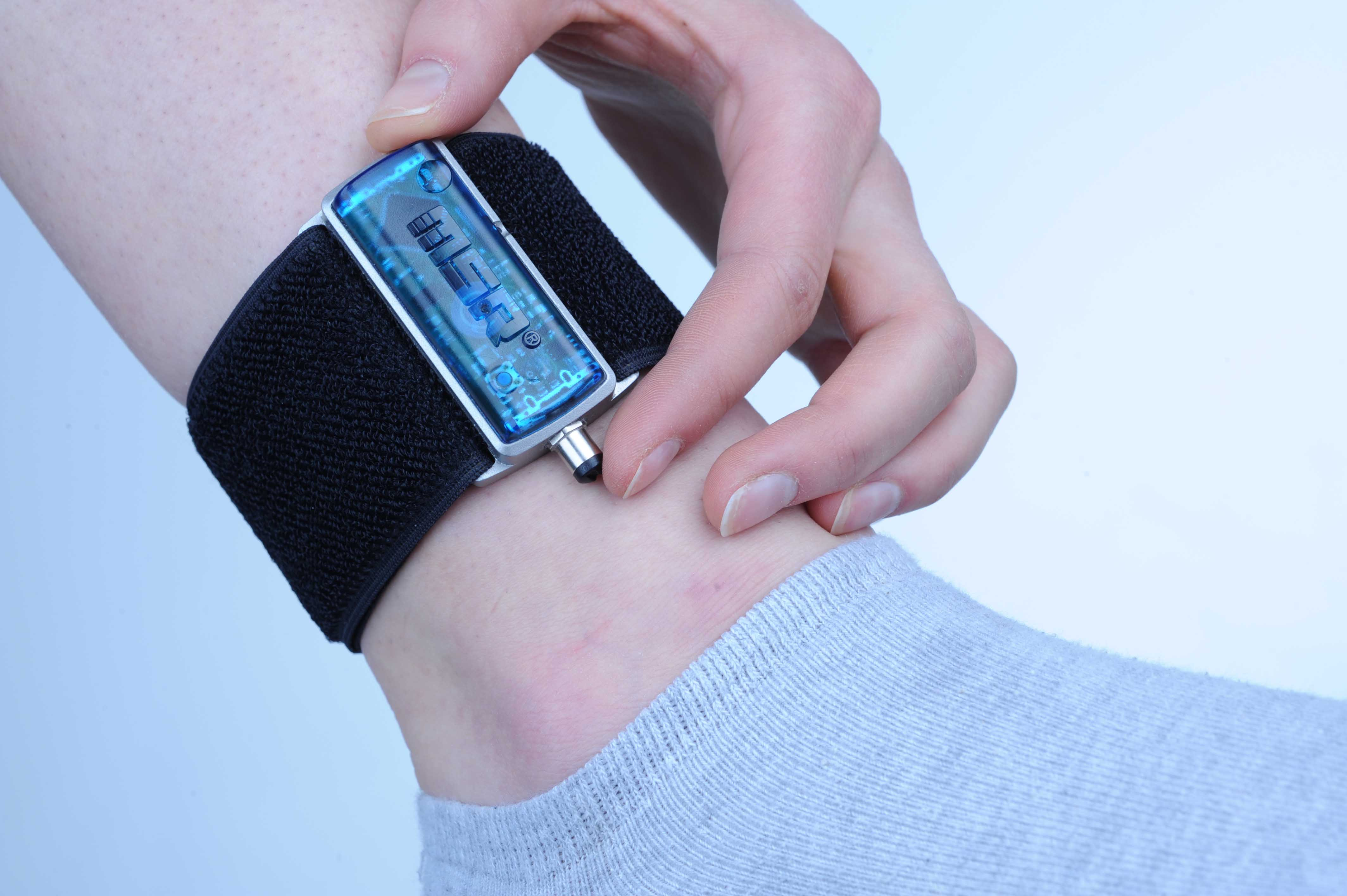
Esempio di bracciale elettronico

Il braccialetto elettronico, o cavigliera elettronica, è un dispositivo che può essere imposto alle persone in libertà vigilata, ovvero alle persone che sono ammesse a fruire delle misure alternative alla detenzione.

## Descrizione
In ogni momento, il braccialetto invia un segnale radio che contiene la posizione e altre informazioni a un ricevitore. Se un trasgressore si sposta al di fuori di una certa area o zona consentita, la polizia verrà avvisata di tale spostamento. I braccialetti sono progettati per essere anti-manomissione e possono avvertire le autorità per eventuali tentativi di rimozione.
La configurazione più comune di tale dispositivo consiste in un'unità dotata di trasmettitore radio che invia un segnale ad un'unità ricevente posizionata in maniera fissa nella residenza dell'imputato. Essa utilizza una rete cellulare per inviare informazioni a un computer del centro servizi. Se l'imputato non è in sede di residenza, viene inviato un messaggio di avviso al centro di assistenza e poi inviato al supervisore o controllore a cui è stato affidato l'imputato.

## Utilizzo
Il Capo della polizia italiana nel 2014 ha dichiarato che "nel Regno Unito si è passati dalle 18.176 persone con braccialetto al giorno nel 2008 alle 22.420 unità nel 2010. Una crescita dei dispositivi si registra anche in Francia, dove da 3.430 persone monitorate" nel 2011 si è arrivati a 5050 nel 2014. "Per quanto riguarda i costi dei programmi di sorveglianza telematica per Paese (fonte "Analysis of Questionnaires", 7th European Electronic Monitoring Conference Survey of Electronic Monitoring) in Austria il braccialetto elettronico costa 22 euro al giorno, in Belgio 38,65 euro, in Estonia 3 euro, in Francia 12 euro, in Germania 30 euro, in Irlanda 9 euro, in Polonia 10, 34 euro, in Portogallo 17,79 euro, in Svezia 3,45 euro".
In Italia si è passato dal 2013 - quando la materia era giudicata non adeguatamente trattata "nella nostra vigente normativa, visto che delle centinaia di braccialetti acquistati in passato (400) se ne utilizzano solo una decina e perché soltanto un tribunale ha fatto ricorso a questa possibilità" - al 2020, quando il Ministro della giustizia ha richiesto "di aumentare l'attuale dotazione di braccialetti".
Il braccialetto è utilizzato anche come misura anti-stalking.

## Storia
Il monitoraggio elettronico degli esseri umani trovò le sue prime applicazioni commerciali negli anni '80. I ricetrasmettitori portatili in grado di registrare la posizione dei volontari furono sviluppati per la prima volta da un gruppo di ricercatori dell'Università Harvard nei primi anni '60. I ricercatori citarono la prospettiva psicologica di Burrhus Skinner come fondamento del loro progetto accademico. Il braccialetto elettronico portatile era chiamato trasmettitore-rinforzo comportamentale e poteva trasmettere dati in entrambe le direzioni tra una stazione base e un volontario che simulava un giovane delinquente adulto. I messaggi dovevano essere inviati al braccialetto, in modo da fornire un rinforzo positivo al giovane delinquente e quindi aiutare nella riabilitazione. Il capo di questo progetto di ricerca era Ralph Kirkland Schwitzgebel e il suo fratello gemello collaboratore, Robert Schwitzgebel (cognome in seguito abbreviato in Gable). L'antenna principale della stazione base era montata sul tetto della Old Cambridge Baptist Church; il ministro era il preside della Harvard Divinity School.

I revisori del prototipo di strategia di braccialetto elettronico erano scettici. Nel 1966, la Harvard Law Review ridicolizzò i braccialetti elettronici come Schwitzgebel Machine e nacque un mito, secondo il quale il prototipo di progetto di braccialetto elettronico utilizzava impianti cerebrali e trasmetteva istruzioni verbali ai volontari. L'editore di una nota pubblicazione del governo statunitense, Federal Probation, rifiutò un manoscritto inviato da Ralph Kirkland Schwitzgebel e incluse una lettera che recitava in parte: 
"Ho l'impressione dal tuo articolo che faremo degli automi dai nostri detenuti in libertà vigilata e che l'ufficiale di libertà vigilata del futuro sarà un esperto di telemetria, seduto al suo grande computer, ricevendo chiamate giorno e notte e dicendo ai suoi detenuti in libertà vigilata cosa fare in tutte le situazioni e circostanze [...] Forse dovremmo anche pensare di usare dispositivi elettronici per crescere i nostri figli. Dal momento che non hanno una coscienza innata che dica loro il bene dal male, tutto ciò che dovrebbero fare è premere il pulsante "madre" e lei si assumerebbe la responsabilità del processo decisionale". 
Nel 1973 Laurence Henry Tribe (studioso di diritto americano, professore universitario emerito presso l'Università Harvard) pubblicò informazioni sui tentativi falliti da parte di coloro che erano coinvolti nel progetto di trovare un'applicazione commerciale per il monitoraggio elettronico.
Negli Stati Uniti, gli anni '70 hanno visto la fine delle condanne riabilitative, tra cui ad esempio la libertà vigilata discrezionale. Coloro che venivano giudicati colpevoli di un reato penale venivano mandati in prigione, portando a un improvviso aumento della popolazione carceraria. La libertà vigilata è diventata più comune, poiché i giudici hanno visto il potenziale del braccialetto elettronico, portando a una crescente enfasi sulla sorveglianza. I progressi nella tecnologia assistita da computer hanno reso il monitoraggio dei trasgressori fattibile e conveniente. Dopo tutto, il prototipo Schwitzgebel era stato costruito con apparecchiature di tracciamento missilistico in eccesso. Una collezione delle prime apparecchiature di monitoraggio elettronico è ospitata al National Museum of Psychology di Akron, Ohio.
Il tentativo di monitorare i trasgressori venne sempre più abbandonato fino a quando, nel 1982, il giudice distrettuale dello Stato dell'Arizona, Jack Love, convinse un ex rappresentante di vendita della Honeywell Information Systems, Michael T. Goss, a fondare una società di monitoraggio, la National Incarceration Monitor and Control Services (NIMCOS). La società NIMCOS costruì diversi trasmettitori delle dimensioni di una carta di credito che potevano essere legati a una caviglia. La cavigliera trasmetteva un segnale radio ogni 60 secondi, che poteva essere captato da un ricevitore che non si trovava a più di 45 metri di distanza dalla cavigliera. Il ricevitore poteva essere collegato a un telefono, in modo che i dati della cavigliera potessero essere inviati a un computer mainframe. L'obiettivo di progettazione della cavigliera era la segnalazione di una potenziale violazione della detenzione domiciliare. Nel 1983, il giudice Jack Love in un tribunale distrettuale statale impose il coprifuoco a tre trasgressori che erano stati condannati alla libertà vigilata. La detenzione domiciliare era una condizione di libertà vigilata e comportava 30 giorni di monitoraggio elettronico a casa. La cavigliera elettronica NIMCOS è stata sperimentata su quei tre condannati in libertà vigilata, due dei quali erano recidivi. Pertanto, mentre l'obiettivo della detenzione domiciliare è stato raggiunto, l'obiettivo di ridurre la criminalità attraverso la libertà vigilata non lo è stato.

## Tecnologie aggiuntive

### Monitoraggio del contenuto di alcol nel sudore
Secondo l'Alcohol Monitoring Systems (AMS), il Monitoraggio Remoto Continuo Sicuro dell'alcol (SCRAM - Secure Continuous Remote Alcohol Monitoring) è attualmente disponibile in 35 stati degli Stati Uniti.
Il 31 marzo 2021, in Inghilterra, sono iniziati a essere introdotti i cosiddetti braccialetti di sobrietà per alcuni trasgressori che commettono reati correlati all'alcol, dopo aver testato i braccialetti in Galles nell'ottobre dell'anno precedente. Questi dispositivi monitorano i campioni di sudore ogni 30 minuti e avvisano il servizio di libertà vigilata se viene rilevato alcol.

## Usi impropri del sistema giudiziario

### Medicina e salute
L'uso del monitoraggio elettronico nella pratica medica, in particolare per quanto riguarda l'uso del braccialetto degli anziani e delle persone con demenza, ha generato polemiche e attenzione da parte dei media. Gli anziani nelle case di cura possono essere dotati dello stesso braccialetto elettronico utilizzato per tenere traccia dei giovani delinquenti. Per le persone che soffrono di demenza, il monitoraggio elettronico potrebbe essere utilizzato in modo proficuo per impedire loro di allontanarsi. La controversia riguardante l'uso medico riguarda due argomenti, uno sulla sicurezza dei pazienti e l'altro sulla loro privacy e sui diritti umani. C'è un'alta prevalenza di vagabondaggio tra i pazienti con demenza (oltre il 40%) e uno dei vari metodi impiegati per impedire loro di vagare è il tenerli chiusi in una stanza o un ambiente sorvegliato. Altre soluzioni hanno incluso la sorveglianza costante, l'uso di allarmi improvvisati e di vari farmaci che comportano il rischio di effetti avversi.

### Commerciale
Gli smartphone sono dotati di applicazioni basate sulla posizione che utilizzano le informazioni provenienti dalle reti del sistema di posizionamento globale (GPS) per determinare la posizione approssimativa del telefono.

### Genitoriale
Un'azienda in Giappone ha creato uniformi e zaini dotati di GPS. Gli scolari in difficoltà possono premere un pulsante sui dispositivi elettronici nelle loro uniformi o negli zaini, convocando immediatamente un agente di sicurezza sul posto.

### Veicolare
I veicoli del trasporto pubblico sono dotati di dispositivi di monitoraggio elettronico che comunicano con i sistemi GPS, tracciandone la posizione. Gli sviluppatori di app hanno integrato questa tecnologia con le app mobili. In epoca moderna infatti i passeggeri sono in grado di ricevere orari precisi del trasporto pubblico.

## Efficacia

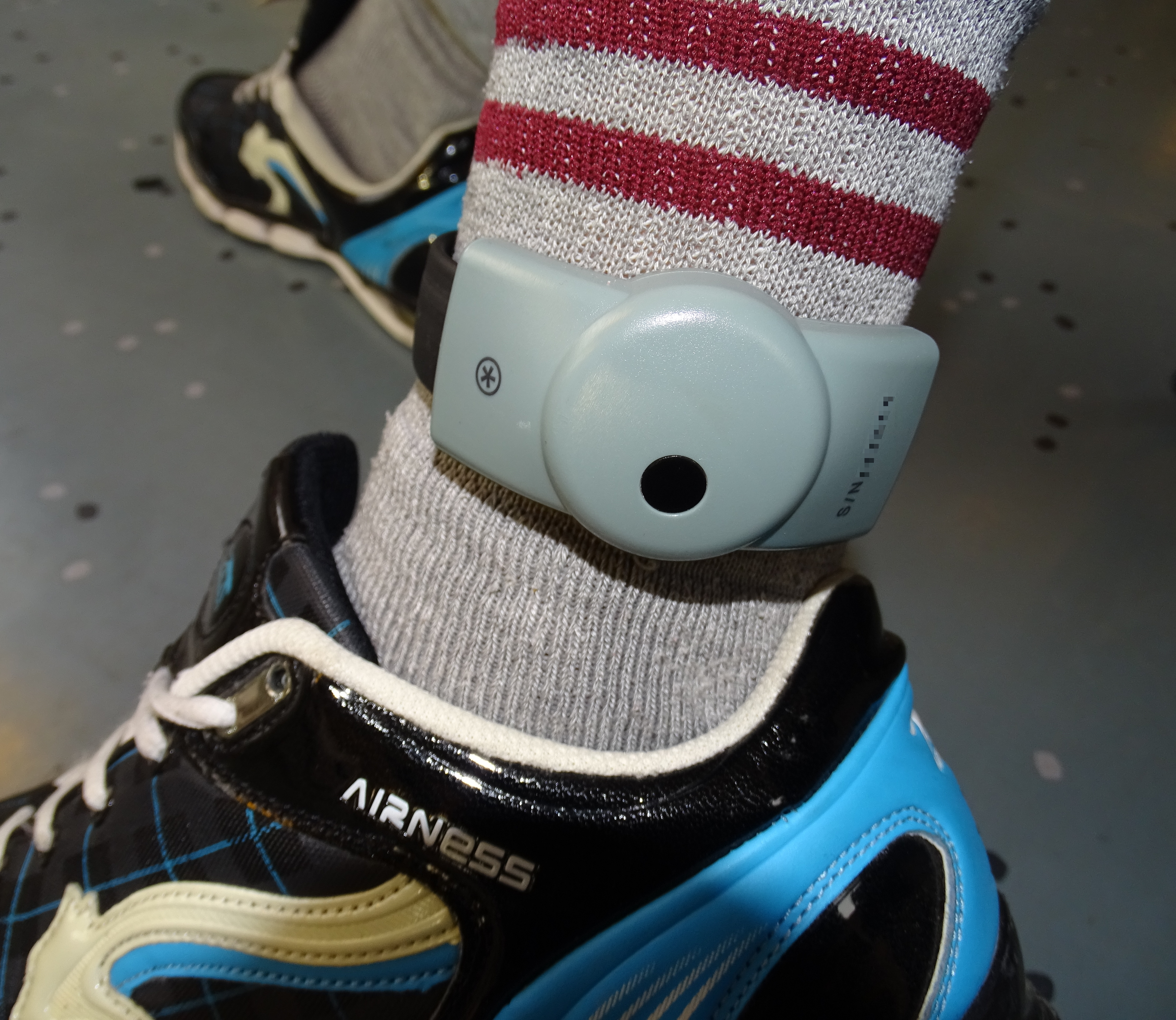
Esempio di cavigliera

L'uso di cavigliere o di altri dispositivi elettronici di monitoraggio ha dimostrato di essere efficace negli studi di ricerca e di poter eventualmente scoraggiare la criminalità.
Diversi fattori sono stati identificati come necessari per rendere efficace il monitoraggio elettronico: selezione appropriata dei trasgressori, tecnologia solida e appropriata, adattamento tempestivo dei braccialetti, risposta tempestiva alle violazioni e comunicazione tra il sistema di giustizia penale e i contraenti. Il Quaker Council for European Affairs ritiene che affinché il monitoraggio elettronico sia efficace, dovrebbe servire a fermare una carriera criminale in via di sviluppo.
Il National Audit Office in Inghilterra e Galles ha commissionato un sondaggio per esaminare le esperienze dei criminali monitorati elettronicamente e dei membri delle loro famiglie. Il sondaggio ha rivelato che c'era un accordo comune tra gli intervistati sul fatto che il monitoraggio elettronico fosse una misura punitiva più efficace delle multe e che fosse generalmente più efficace del servizio alla comunità.
Nel 2006, Kathy Padgett, William Bales e Thomas Bloomberg hanno condotto una valutazione di 75.661 criminali della Florida sottoposti agli arresti domiciliari dal 1998 al 2002, in cui solo una piccola percentuale di questi criminali è stata costretta a indossare un dispositivo di monitoraggio elettronico. I criminali con braccialetto elettronico sono stati confrontati con quelli sottoposti agli arresti domiciliari senza. Sono stati misurati i fattori che si ritiene influenzino il successo o il fallimento della supervisione della comunità, tra cui il tipo di dispositivo di monitoraggio elettronico utilizzato e i precedenti penali. I risultati hanno mostrato che i criminali che indossavano braccialetti elettronici avevano sia il 91,2% in meno di probabilità di fuggire che il 94,7% in meno di probabilità di commettere nuovi reati rispetto ai criminali non monitorati.

## Critiche
Il monitoraggio elettronico di una persona su cui è installato un braccialetto elettronico non gli impedisce fisicamente di lasciare una certa area né impedisce di delinquere di nuovo, che è l'obiettivo primario della libertà vigilata. Inoltre, la percezione pubblica della detenzione domiciliare è che si tratti di una forma di punizione mite.
Negli Stati Uniti nel 1990, Ronald Corbett e Gary T. Marx criticarono l'uso del monitoraggio elettronico in un documento presentato all'incontro annuale dell'American Society of Criminology, Baltimora. Nel documento, che fu poi pubblicato su Justice Quarterly, gli autori descrissero la tecnologia "della nuova sorveglianza" come una tecnologia che condivideva un certo ethos e le tecniche di raccolta di informazioni trovate nelle prigioni di massima sicurezza, consentendo loro di diffondersi nella società più ampia. Osservarono che "sembra che ci stiamo muovendo verso, piuttosto che allontanandoci da, una 'società di massima sicurezza'". Gli autori riconobbero la capacità di data mining dei dispositivi di monitoraggio elettronico quando affermarono che "i dati in molte forme diverse, da aree geografiche, organizzazioni e periodi di tempo ampiamente separati, possono essere facilmente uniti e analizzati".
Nel 2013, è stato segnalato che molti programmi di monitoraggio elettronico negli Stati Uniti non erano dotati di personale adeguato. George Drake, un consulente che ha lavorato per migliorare i sistemi di monitoraggio, ha affermato che la situazione era "come acquistare un martello e aspettarsi che venga costruita una casa". In Colorado, è stata condotta una revisione dei dati di allerta ed evento, ottenuti dal Dipartimento di Correzioni in base a una richiesta di registri aperti, confrontando i nomi dei detenuti in libertà vigilata che apparivano in quei dati con quelli che apparivano nei registri degli arresti in carcere. I dati hanno rivelato che 212 ufficiali di libertà vigilata erano gravati dal dovere di rispondere a quasi 90.000 allerte e notifiche generate da dispositivi di monitoraggio elettronico nei sei mesi esaminati.
Le critiche ai braccialetti elettronici hanno anche riguardato i malfunzionamenti dei dispositivi e i conseguenti rischi per le vittime di violenze.

## Giurisdizioni

### Regno Unito
A coloro che sono sottoposti a monitoraggio elettronico può essere concesso il coprifuoco come parte delle condizioni di libertà su cauzione, condannati ai sensi del Criminal Justice Act 2003 in Inghilterra e Galles (con una legislazione separata in vigore in Scozia). In alternativa, i trasgressori possono essere rilasciati da una prigione con un coprifuoco per detenzione domiciliare. Ai prigionieri rilasciati in detenzione domiciliare è consentito uscire durante le ore di coprifuoco solo per:
- Un matrimonio o un funerale di un parente stretto
- Un colloquio di lavoro
- Agire come testimone in tribunale
- Emergenze[33].

Inoltre, il monitoraggio elettronico può essere utilizzato per coloro che sono soggetti a un coprifuoco imposto ai sensi del Terrorism Prevention and Investigation Measures Act 2011 (in precedenza noto come ordine di controllo ai sensi del Prevention of Terrorism Act 2005).
Da quando i coprifuoco monitorati elettronicamente sono stati introdotti in tutta l’Inghilterra e il Galles, il loro utilizzo è aumentato notevolmente, passando da 9.000 casi nel 1999-2000 a 53.000 nel 2004-05. In quest'ultimo anno, il Ministero dell’Interno ha speso 102,3 milioni di sterline per il monitoraggio elettronico dei coprifuoco e quelli monitorati elettronicamente sono considerati più economici della custodia.
In genere, i trasgressori sono dotati di una cavigliera che invia un segnale regolare a un'unità ricevente installata nella loro casa. Alcuni sistemi sono collegati a una linea fissa nel caso in cui il GSM non sia disponibile, mentre la maggior parte degli accordi utilizza il sistema di telefonia mobile per comunicare con la società di monitoraggio. Se il braccialetto non funziona o si trova nel raggio d'azione della stazione base durante le ore di coprifuoco, o se la base è scollegata dall'alimentazione, o la stazione base viene spostata, la società di monitoraggio viene allertata, che a sua volta, notifica l'autorità appropriata come la polizia, il National Probation Service o la prigione da cui la persona è stata rilasciata.
Nel 2012, il think tank Policy Exchange ha esaminato l'uso del monitoraggio elettronico in Inghilterra e Galles e ha fatto confronti con tecnologie e modelli visti in altre giurisdizioni, in particolare negli Stati Uniti. Il rapporto è stato critico nei confronti del modello del Ministero della Giustizia di un servizio completamente privatizzato, che ha dato poco spazio alla polizia o ai servizi di libertà vigilata per utilizzare il monitoraggio elettronico. Il rapporto, Future of Corrections, ha anche criticato il costo del servizio, evidenziando un'apparente differenza tra quanto addebitato al contribuente del Regno Unito e quanto si poteva trovare negli Stati Uniti.
Successivamente, si sono verificati diversi scandali in relazione al monitoraggio elettronico in Inghilterra e Galles, con un'indagine penale aperta dal Serious Fraud Office sulle attività di Serco e G4S. A seguito dell'indagine, Serco ha accettato di rimborsare 68,5 milioni di sterline al contribuente e G4S ha accettato di rimborsare 109 milioni di sterline. Il duopolio è stato successivamente privato del suo contratto, con Capita che ne ha assunto il controllo. Nel 2017, un'altra indagine penale ha visto la polizia effettuare una serie di arresti in relazione alle accuse secondo cui almeno 32 criminali monitorati elettronicamente avevano pagato fino a 400 sterline ai dipendenti di Capita per far installare braccialetti "allentati", che ha consentito loro di rimuoverli.
Il monitoraggio dei criminali sessuali tramite monitoraggio elettronico è attualmente oggetto di dibattito a causa di alcuni diritti di cui godono i criminali in Inghilterra e Galles.
Il monitoraggio elettronico ha iniziato ad essere utilizzata su pazienti psichiatrici e affetti da demenza, suscitando preoccupazione tra i sostenitori della salute mentale che affermano che la pratica è degradante.
Nel giugno 2022, il Ministero dell’Interno britannico ha annunciato un progetto pilota di un anno per tracciare i migranti arrivati su piccole imbarcazioni lungo “rotte pericolose e non necessarie” con dispositivi GPS che hanno aiutato a “mantenere contatti regolari” e a “elaborare in modo più efficace le loro richieste”.

### Australia e Nuova Zelanda
In Australia e Nuova Zelanda la legge vigente consente l'uso del monitoraggio elettronico come condizione per la libertà su cauzione, la libertà vigilata o la libertà condizionale. Tuttavia, secondo le Linee guida standard del 2004 per le carceri in Australia, la sorveglianza deve essere proporzionata al rischio di recidiva. È inoltre richiesto che la sorveglianza del trasgressore sia minimamente invasiva per le altre persone che vivono nei locali. Il braccialetto elettronico fa parte di diversi sistemi di monitoraggio elettronico in Australia. Le statistiche delle agenzie penitenziarie vengono raccolte in Australia per i cosiddetti "ordini di movimento limitato". Nel Sud Australia, una struttura drive-by consente al monitor di passare davanti a un edificio in cui si suppone che si trovi la persona monitorata.
In Nuova Zelanda, il monitoraggio elettronico dei trasgressori è iniziato nel 1999, quando è stato possibile imporre la detenzione domiciliare al posto della reclusione. Entro la fine di luglio 2023, Stuff ha riferito che 2.230 adolescenti erano stati sottoposti a monitoraggio elettronico dal 2019, citando i dati pubblicati dal Dipartimento di Correzioni. Il numero di tredicenni che indossavano cavigliere è salito da uno nel 2019/2020 a nove nel 2022/2023. La stragrande maggioranza degli adolescenti sottoposti a monitoraggio elettronico erano maschi, con 2.011 segnalati a luglio 2023.

### Brasile
Nell’agosto 2010, il Brasile ha assegnato un contratto di monitoraggio GPS dei trasgressori per dare il via al monitoraggio dei trasgressori e alla gestione del programma di rilascio anticipato del governo brasiliano.

### Sudafrica
Il monitoraggio elettronico come progetto pilota è stato avviato nel marzo 2012, coinvolgendo 150 criminali, per lo più detenuti all'ergastolo. Il progetto è stato lanciato per ridurre la popolazione carceraria del Sudafrica. Di conseguenza, ridurrebbe anche l'onere fiscale dei contribuenti sulle strutture correttive. Il Sudafrica rinchiude più persone di qualsiasi altro paese del continente.